# لوك توماس
لوك توماس (19 فبراير 1999 في المملكة المتحدة - ) (بالإنجليزية: Luke Thomas)‏ هو لاعب كرة قدم بريطاني في مركز الوسط. لعب مع كوفنتري سيتي.

## وصلات خارجية
- لوك توماس على موقع قاعدة بيانات كرة القدم.إي يو (الإنجليزية)
- لوك توماس على موقع Soccerway.com (الإنجليزية)